# 克雷桑萨克-萨拉扎克
克雷桑萨克-萨拉扎克（法語：Cressensac-Sarrazac，法語發音：[kʁɛsɑ̃sak saʁazak]）是法国洛特省的一个市镇，属于古尔东区。该市镇于2019年1月1日由原市镇克雷桑萨克和萨拉扎克合并而成，行政中心位于克雷桑萨克。

## 地理
克雷桑萨克-萨拉扎克（45°1'5.59"N, 1°33'29.98"E）面积41.42 平方千米，位于法国奧克西塔尼大區洛特省，该省份为法国西南部内陆省份，北起顺时针与科雷兹省、康塔爾省、阿韦龙省、塔恩-加龙省、洛特-加龍省和多尔多涅省接壤。
与克雷桑萨克-萨拉扎克接壤的市镇（或旧市镇、城区）包括：蒂雷讷、利涅拉克、卡瓦尼亚克、凯尔西地区勒维尼翁、屈藏斯、日尼亚克、内斯普勒。
克雷桑萨克-萨拉扎克的时区为UTC+01:00、UTC+02:00（夏令时）。

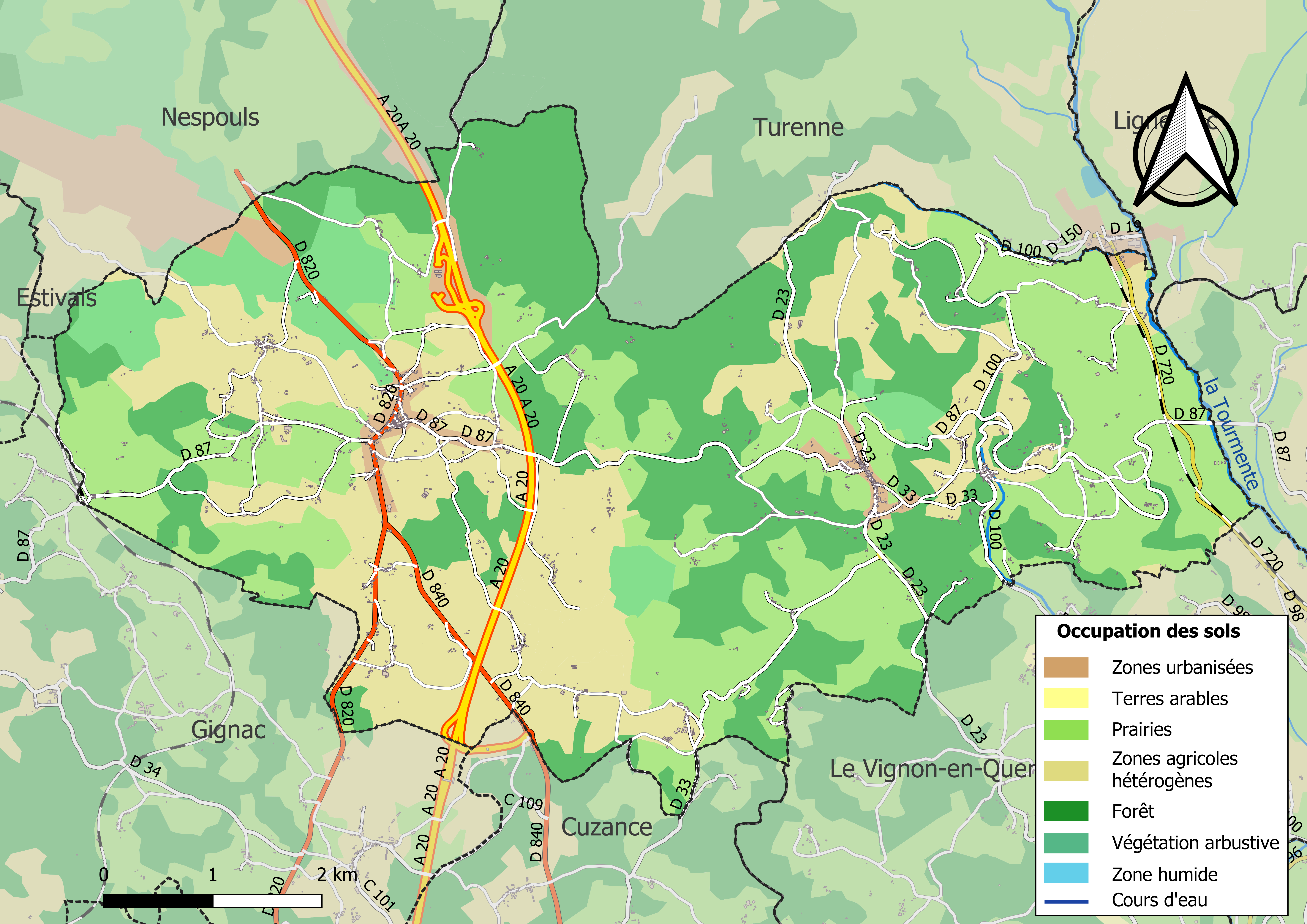
克雷桑萨克-萨拉扎克的OSM定位图

## 行政
克雷桑萨克-萨拉扎克的邮政编码为46600，INSEE市镇编码为46083。

## 政治
克雷桑萨克-萨拉扎克所属的省级选区为马尔泰勒县。

## 人口
克雷桑萨克-萨拉扎克于2022年1月1日时的人口数量为1154人。